# Table des caractères Unicode/U10450
Cette page contient des caractères spéciaux ou non latins. S’ils s’affichent mal (▯, ?, etc.), consultez la page d’aide Unicode.
Table des caractères Unicode U+10450 à U+1047F.

## Shavien(Unicode 4.0)
Lettres de l'alphabet shavien (ou alphabet de Shaw) proposé pour l'écriture phonétique simplifiée en langue anglaise.

### Table des caractères
| en fr   | 0 | 1 | 2 | 3 | 4 | 5 | 6 | 7 | 8 | 9 | A | B | C | D | E | F |
| U+10450 | 𐑐 | 𐑑 | 𐑒 | 𐑓 | 𐑔 | 𐑕 | 𐑖 | 𐑗 | 𐑘 | 𐑙 | 𐑚 | 𐑛 | 𐑜 | 𐑝 | 𐑞 | 𐑟 |
| U+10460 | 𐑠 | 𐑡 | 𐑢 | 𐑣 | 𐑤 | 𐑥 | 𐑦 | 𐑧 | 𐑨 | 𐑩 | 𐑪 | 𐑫 | 𐑬 | 𐑭 | 𐑮 | 𐑯 |
| U+10470 | 𐑰 | 𐑱 | 𐑲 | 𐑳 | 𐑴 | 𐑵 | 𐑶 | 𐑷 | 𐑸 | 𐑹 | 𐑺 | 𐑻 | 𐑼 | 𐑽 | 𐑾 | 𐑿 |
| ------- | - | - | - | - | - | - | - | - | - | - | - | - | - | - | - | - |

### Historique
Ce bloc a été ajouté et totalement assigné dans Unicode 4.0.